# تئودریک سوم

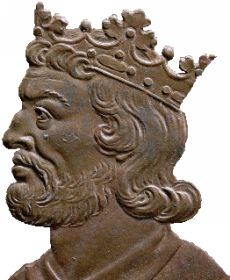
چهره تئودریک سوم بر یک نشان برنزی

تئودریک سوم Theuderic III(به فرانسوی کنونی:Thierry)(زاده ۶۵۴-درگذشت: ۶۹۱) پادشاه مروونژی‌ها بود. او فرمانروای نوستریا و بورگوندی و کمی پس از آن از ۶۷۹ فرمانروای همه فرانک‌ها شد. او پسر کلوویس دوم و ملکه باتهیلد بود. کنترل و چیرگی سرزمین‌های زیر فرمان مروونژی‌ها در روزگار او به دست شهرداران کاخ‌ها بود.